# Kühberg (Südliche Böhmerwaldausläufer)
Der Kühberg ist ein 716 m ü. A. hoher Berg der Südlichen Böhmerwaldausläufer in Oberösterreich.

## Lage und Umgebung
Der Kühberg gehört zur Gemeinde Klaffer am Hochficht im Bezirk Rohrbach. Er liegt in den Einzugsgebieten des Freundorfer Hausbachs und des Klafferbachs.
Er ist Teil der 22.302 Hektar großen Important Bird Area Böhmerwald und Mühltal.

## Geologie und Vegetation
In geologischer Hinsicht ist der Kühberg von Sulzberg-Granit geprägt. Er bildet wie der benachbarte Haselberg eine kompakte Waldinsel in einem landwirtschaftlich genutzten Gebiet. Im Nordosten erstreckt sich eine steile Magerwiese, die in der landwirtschaftlich stark genutzten Gegend eine wertvollen ökologischen Rückzugsraum bietet.